# روس القرعان (مسلسل)
روس القرعان، مسلسل كويتي، من تأليف أحمد درويش وإخراج محمد الفرج. شارك في المسلسل عددًا من الفنانين، منهم: محمد جابر، وإلهام الفضالة وأحمد السلمان، وهيا الشعيبي، وهبة سليمان، وغيرهم.